# Bălănești (gmina w okręgu Gorj)
Bălănești – gmina w Rumunii, w okręgu Gorj. Obejmuje miejscowości Bălănești, Blidari, Cânepești, Glodeni, Ohaba, Voiteștii din Deal i Voiteștii din Vale. W 2011 roku liczyła 2117 mieszkańców.